# Atacamiet
Het mineraal atacamiet is een koper-chloor-hydroxide met de chemische formule Cu2Cl(OH)3.

## Eigenschappen
De kleur van het mineraal is doorgaans donkergroen. Atacamiet is een relatief zeldzaam mineraal, hoofdzakelijk bestaande uit kopermineralen die in droge klimaten geoxideerd worden.

## Voorkomen
Het mineraal werd voor het eerst gevonden in de Atacamawoestijn in Chili. De naam werd gegeven door D. De Gallizen in 1801.